# Уильямс, Фара
Фара Уильямс (англ. Fara Tanya Franki Merrett, 25 января 1984) — бывшая английская футболистка, выступавшая на позиции центрального полузащитника в ряде английских клубов, а также в составе национальной сборной Англии. Считалась одной из лучших исполнительниц стандартных положений в Англии. Провела за сборную 172 матча, что до сих пор является рекордом среди всех английских футболисток. Участница четырёх чемпионатов Европы и трёх чемпионатов мира, бронзовый призёр чемпионата мира 2015, серебряный призёр чемпионата Европы 2009, участница летних Олимпийских игр 2012 в составе сборной Великобритании.
Начав клубную карьеру в юношеской системе лондонского «Челси», Уильямс перешла в клуб «Чарльтон Атлетик» в 2001 году. В 2004 году перешла в ливерпульский «Эвертон», где позже стала капитаном команды и завоевала Кубок лиги и Кубок Англии. После восьми лет в клубе Фара Уильямс перешла в местный «Ливерпуля», в составе которого стала чемпионкой Англии в сезоне 2013 и 2014. Футбольная ассоциация Англии признавала Уильямс лучшим молодым игроком в 2002 году, игроком года по версии футболистов в 2009 году и лучшей футболисткой сборной Англии в 2007 и 2009 годах.

## Достижения

### Клубные
Эвертон
- Обладательница Кубка лиги[англ.] (1): 2007/2008[англ.][8]
- Обладательница Кубка Англии (1): 2009/2010[англ.]

Итого: 2 трофея
 Ливерпуль
- Победительница Чемпионата Англии (2): 2013[англ.], 2014[англ.]

Итого: 2 трофея
 Арсенал
- Обладательница Кубка Англии (1): 2015/2016[англ.]

Итого: 1 трофей

### В составе сборной
Сборная Англии
- Бронзовая призёрка чемпионата мира: 2015
- Финалистка чемпионата Европы: 2009
  -  Полуфиналистка (3-4 место) чемпионата Европы: 2017
- Обладательница Кубка Кипра (3): 2009, 2013[англ.], 2015[англ.]

### Личные
- Лучший молодой игрок года по версии ПФА (1): 2002
- Игрок года по версии футболистов ПФА (1): 2009
- Игрок года в сборной Англии по версии Футбольной ассоциации (2): 2007, 2009
- Игрок года в составе «Ливерпуля» (1): 2015[9]